# Passiflora guatemalensis
Passiflora guatemalensis je biljka povijuša iz porodice Passifloraceae.
Na engleskom je zovu i "guatemalskom pasijonskom povijušom" (eng. Guatemala passion vine). Domovina joj je Guatemala no može ju se naći od južnog Meksika preko Srednje Amerike do Venezuele.
Može narasti velika. Donje strane njenih listova su ljubičaste. Cvjetovi su bijeli. Uzgaja ih se u zimskim vrtovima i suptropskim vrtovima.

## Vanjske poveznice
|  | Wikivrste imaju podatke o taksonu Passiflora guatemalensis |